# Музей Сергея Прокофьева в селе Сонцовка
Музей Сергея Прокофьева в селе Сонцовка — филиал Донецкого областного краеведческого музея. Расположен в селе Сонцовка Покровского района Донецкой области — месте рождения Сергея Сергеевича Прокофьева, русского и советского композитора, одного из крупнейших композиторов XX века.
Музей был открыт в 1991 году в честь столетия со дня рождения Прокофьева.
Экспозиция музея содержит материалы, которые рассказывают о жизни и творчестве Прокофьева. Основными темами экспозиции являются детство и годы обучения композитора, его концертная и творческая деятельность на родине и за границей.
Также в экспозиции есть материалы о фестивалях и конкурсах, посвящённых Прокофьеву, в том числе о ежегодном фестивале «Прокофьевская весна».